# 李惟清 (朝鮮)
李惟清（：／，1459年—1531年），字直哉，朝鮮王朝文臣。本貫韓山李氏。
1480年（成宗11年）通過司馬兩試，1486年文科及第。歷任司憲府持平、司憲府掌令、司憲府執義、同副承旨、右副承旨、右承旨。他與申用漑、成希顔、柳順汀、金詮、南袞、權鈞、鄭光弼、高荊山、沈貞、金謹思、金克愊等勳舊派大臣關係親密，後歷任承旨、大司憲、戶曹參判、黃海道觀察使、京畿道觀察使、知中樞府事、工曹判書、同知成均館事、刑曹判書等職。他在己卯士禍中參與對趙光祖一派勢力的肅清，後歷右參贊、左參贊、右議政、左議政等職。
1527年（中宗22年），領中樞府事。1531年（中宗26年）卒，諡恭胡。